# Maroko na Letních olympijských hrách 1996
Maroko na Letních olympijských hrách v roce 1996 reprezentovala výprava 34 sportovců (32 mužů a 2 ženy) soutěžících ve 7 sportech.

## Medailisté
| Medaile | Jméno          | Sport    | Soutěž               |
| ------- | -------------- | -------- | -------------------- |
| Bronz   | Khalid Boulami | Atletika | Muži běh na 5 000 m  |
| Bronz   | Salah Hissou   | Atletika | Muži běh na 10 000 m |